# Klaversonate nr. 23 (Beethoven)
Klaversonate nr. 23 i f-mol, opus 57 (populært kaldt Appassionata, italiensk for "passioneret" eller "lidenskabelig") er en klaversonate af den tyske komponist Ludwig van Beethoven. Den hører til de tre kendteste klaversonater fra hans mellemperiode (de to andre er Waldstein, opus 53 og Les Adieux, opus 81a). Beethoven komponerede sonaten 1804-1805, muligvis også i 1806, og dedikerede den til grev Franz von Brunswick. Den blev udgivet i februar 1807 i Wien.
I modsætning til den tidligere Klaversonate nr. 8, Pathétique fik Appassionata-sonaten ikke sit tilnavn i Beethovens levetid, men først i 1838 i forbindelse med en udgivelse af en firhændig version af værket.
Appassionata-sonaten er en af Beethovens største og teknisk mest udfordrende klaversonater, og før tilblivelsen af hans Klaversonate nr. 29, Hammerklavier opfattede Beethoven den som den mest stormfulde af sine klaversonater. 1803 var det år, det stod klart for Beethoven, at svækkelsen af hans hørelse var uhelbredelig.
En fremførelse af Appassionata-sonaten i dens fulde længde varer i gennemsnit omkring 24 minutter.